# Decade of Bravehearts
Decade of Bravehearts è un album della band heavy metal giapponese Animetal pubblicato il 2 agosto 2006. A differenza degli altri album del gruppo non ha una durata consistente. I brani sono 14 e sono rifacimenti in versione heavy metal di sigle di anime complete.

## Tracce

### CD
1. Uchū senkan Yamato (宇宙戦艦ヤマト) - 4:09
2. Tatakae! Kamen Raidaa V3 (戦え！仮面ライダーV3) - 3:21
3. CHA-LA-HEAD-CHA-LA - 3:11
4. Ai Wo Tori Modose!! (愛をとりもどせ!!) - 3:18
5. Urutoraman Reo (ウルトラマンレオ) - 2:47
6. Shinkon Gattai Goodannaa!! (神魂合体ゴーダンナー!!) - 4:14
7. Kimi Wo No Sete - (君をのせて) - 3:20
8. Bara Wa Utsukushiku Chiru (薔薇は美しく散る) - 3:51
9. Ginga Tetsudou 999 (銀河鉄道９９９) - 4:05
10. Hariken Jaa Sanjyou! (ハリケンジャー参上!) - 4:13
11. Aian Riigaa ～Kagirinake Shimei～ (アイアンリーガー～限りなき使命～) - 3:22
12. Dare Ga Tame Ni (誰がために) - 2:58
13. Tacchi (タッチ) - 4:15
14. Pegasasu Gensou (ペガサス幻想) - 4:00

### Video musicali
1. Cat's Eye～魔訶不思議アドベンチャー
2. マジレンジャーデカレンジャー

### Official Bootleg Live
1. Marathon V Medley
2. Marathon VI Medley
3. Marathon VII Medley

### Trailer
1. The Psycho Marathon
2. Marathon in Paris